# Convocazioni per il campionato mondiale di calcio 1930
Elenco dei giocatori convocati da ciascuna Nazionale partecipante ai Mondiali di calcio 1930.
L'età dei giocatori riportata è relativa al 13 luglio 1930, data di inizio della manifestazione.

## Gruppo 1

### Argentina
Commissario tecnico:  Francisco Olazar e  Juan José Tramutola
| N. | Pos. | Giocatore            | Data nascita (età)          | Pres. | Reti | Squadra             |
| -- | ---- | -------------------- | --------------------------- | ----- | ---- | ------------------- |
| -  | P    | Ángel Bossio         | 5 maggio 1905 (25 anni)     | 15    | 0    | Talleres (RdE)      |
| -  | P    | Juan Botasso         | 23 ottobre 1908 (21 anni)   | 1     | 0    | Argentino (Q)       |
| -  | A    | Roberto Cherro       | 23 febbraio 1907 (23 anni)  | 10    | 8    | Boca Juniors        |
| -  | D    | Alberto Chividini    | 23 febbraio 1907 (23 anni)  | 2     | 0    | Central Norte (S)   |
| -  | A    | Attilio Demaría      | 19 marzo 1909 (21 anni)     | 0     | 0    | Estudiantil Porteño |
| -  | D    | José Della Torre     | 26 marzo 1906 (24 anni)     | 0     | 0    | Racing Club         |
| -  | D    | Juan Evaristo        | 20 giugno 1902 (28 anni)    | 20    | 1    | Sp. Barracas        |
| -  | A    | Mario Evaristo       | 10 dicembre 1908 (21 anni)  | 5     | 1    | Boca Juniors        |
| -  | A    | Manuel Ferreira      | 22 ottobre 1905 (24 anni)   | 17    | 12   | Estudiantes (LP)    |
| -  | C    | Luis Monti           | 15 maggio 1901 (29 anni)    | 11    | 2    | San Lorenzo         |
| -  | D    | Ramón Muttis         | 12 marzo 1899 (31 anni)     | 10    | 0    | Boca Juniors        |
| -  | C    | Rodolfo Orlandini    | 1º gennaio 1905 (25 anni)   | 7     | 0    | Estudiantil Porteño |
| -  | D    | Fernando Paternoster | 24 maggio 1903 (27 anni)    | 12    | 0    | Racing Club         |
| -  | A    | Natalio Perinetti    | 28 dicembre 1900 (29 anni)  | 14    | 0    | Racing Club         |
| -  | A    | Carlos Peucelle      | 13 settembre 1908 (21 anni) | 5     | 2    | Sp. Buenos Aires    |
| -  | D    | Edmundo Piaggio      | 3 ottobre 1910 (19 anni)    | 0     | 0    | Lanús               |
| -  | A    | Alejandro Scopelli   | 12 maggio 1908 (22 anni)    | 3     | 1    | Estudiantes (LP)    |
| -  | A    | Carlos Spadaro       | 5 febbraio 1902 (28 anni)   | 2     | 0    | Lanús               |
| -  | A    | Guillermo Stábile    | 17 gennaio 1905 (25 anni)   | 0     | 0    | Huracán             |
| -  | C    | Pedro Suárez         | 21 dicembre 1909 (20 anni)  | 0     | 0    | Boca Juniors        |
| -  | A    | Francisco Varallo    | 5 febbraio 1910 (20 anni)   | 1     | 1    | Gimnasia (LP)       |
| -  | C    | Adolfo Zumelzú       | 5 gennaio 1902 (28 anni)    | 13    | 2    | Estudiantil Porteño |

### Cile
Commissario tecnico: György Orth
| N. | Pos. | Giocatore           | Data nascita (età)          | Pres. | Reti | Squadra                 |
| -- | ---- | ------------------- | --------------------------- | ----- | ---- | ----------------------- |
| -  | A    | Juan Aguilera       | 20 luglio 1906 (23 anni)    | 0     | 0    | Audax Italiano          |
| -  | A    | Guillermo Arellano  | 21 agosto 1908 (21 anni)    | 0     | 0    | Colo-Colo               |
| -  | D    | Ernesto Chaparro    | 4 gennaio 1901 (29 anni)    | 3     | 0    | Colo-Colo               |
| -  | C    | Arturo Coddou       | 14 gennaio 1905 (25 anni)   | 0     | 0    | Arturo Fernández Vial   |
| -  | P    | Roberto Cortés      | 2 febbraio 1905 (25 anni)   | 3     | 0    | Colo-Colo               |
| -  | C    | Humberto Elgueta    | 10 gennaio 1904 (26 anni)   | 9     | 0    | Santiago Wanderers      |
| -  | P    | César Espinoza      | 28 settembre 1900 (29 anni) | 0     | 0    | Santiago Wanderers      |
| -  | D    | Víctor Morales      | 10 maggio 1905 (25 anni)    | 8     | 0    | Colo-Colo               |
| -  | C    | Horacio Muñoz       | 18 maggio 1896 (34 anni)    | 9     | 0    | Arturo Fernández Vial   |
| -  | A    | Tomás Ojeda         | 20 aprile 1910 (20 anni)    | 0     | 0    | Antofagasta             |
| -  | D    | Ulises Poirier      | 2 febbraio 1897 (33 anni)   | 15    | 0    | La Cruz Valparaiso      |
| -  | D    | Guillermo Riveros   | 10 febbraio 1902 (28 anni)  | 2     | 0    | La Cruz Valparaiso      |
| -  | C    | Guillermo Saavedra  | 5 novembre 1903 (26 anni)   | 6     | 2    | Colo-Colo               |
| -  | A    | Carlos Schneberger  | 21 giugno 1902 (28 anni)    | 3     | 0    | Colo-Colo               |
| -  | A    | Guillermo Subiabre  | 25 febbraio 1902 (28 anni)  | 7     | 5    | Colo-Colo               |
| -  | C    | Arturo Torres       | 20 ottobre 1906 (23 anni)   | 3     | 0    | Colo-Colo               |
| -  | C    | Casimiro Torres     | 1º gennaio 1906 (24 anni)   | 0     | 0    | Everton de Viña del Mar |
| -  | A    | Carlos Vidal        | 24 febbraio 1902 (28 anni)  | 0     | 0    | Lota Schwager           |
| -  | A    | Eberardo Villalobos | 1º aprile 1908 (22 anni)    | 0     | 0    | CSD Rangers             |

### Francia
| N. | Pos. | Giocatore            | Data nascita (età)          | Pres. | Reti | Squadra               |
| -- | ---- | -------------------- | --------------------------- | ----- | ---- | --------------------- |
| -  | D    | Numa Andoire         | 19 marzo 1908 (22 anni)     | 0     | 0    | Antibes               |
| -  | D    | Marcel Capelle       | 11 dicembre 1904 (25 anni)  | 4     | 0    | Racing Club de France |
| -  | C    | Augustin Chantrel    | 11 novembre 1906 (23 anni)  | 8     | 0    | CASG                  |
| -  | A    | Edmond Delfour       | 1º novembre 1907 (22 anni)  | 6     | 1    | Racing Club de France |
| -  | C    | Célestin Delmer      | 15 febbraio 1907 (23 anni)  | 2     | 0    | Amiens                |
| -  | A    | Marcel Langiller     | 2 giugno 1908 (22 anni)     | 8     | 1    | Excelsior AC Roubaix  |
| -  | C    | Jean Laurent         | 30 dicembre 1906 (23 anni)  | 3     | 0    | CA Paris              |
| -  | A    | Lucien Laurent       | 10 dicembre 1907 (22 anni)  | 2     | 0    | CA Paris              |
| -  | A    | Ernest Libérati      | 22 marzo 1906 (24 anni)     | 3     | 1    | Amiens                |
| -  | A    | André Maschinot      | 28 giugno 1903 (27 anni)    | 3     | 0    | Sochaux               |
| -  | D    | Étienne Mattler      | 25 dicembre 1905 (24 anni)  | 1     | 0    | Sochaux               |
| -  | C    | Marcel Pinel         | 8 luglio 1908 (22 anni)     | 3     | 2    | Red Star Paris        |
| -  | P    | André Tassin         | 23 febbraio 1902 (28 anni)  | 0     | 0    | Racing Club de France |
| -  | P    | Alex Thépot          | 30 luglio 1906 (23 anni)    | 12    | 0    | Red Star Paris        |
| -  | A    | Émile Veinante       | 12 giugno 1907 (23 anni)    | 3     | 1    | Racing Club de France |
| -  | C    | Alexandre Villaplane | 12 settembre 1905 (24 anni) | 22    | 0    | Racing Club de France |

Commissario tecnico: Raoul Caudron

### Messico
Commissario tecnico: Juan Luque de Serrallonga
| N. | Pos. | Giocatore                 | Data nascita (età)         | Pres. | Reti | Squadra      |
| -- | ---- | ------------------------- | -------------------------- | ----- | ---- | ------------ |
| -  | C    | Efraín Amézcua            | 8 marzo 1907 (23 anni)     | 0     | 0    | Atlante      |
| -  | P    | Óscar Bonfiglio           | 5 ottobre 1905 (24 anni)   | 2     | 0    | Marte FC     |
| -  | A    | Juan Carreño              | 14 agosto 1909 (20 anni)   | 2     | 1    | Atlante      |
| -  | A    | Jesús Castro              |                            | 0     | 0    | Atlante      |
| -  | D    | Rafael Garza Gutiérrez    | 13 dicembre 1896 (33 anni) | 2     | 0    | Club America |
| -  | D    | Francisco Garza Gutiérrez | 14 marzo 1904 (26 anni)    | 0     | 0    | Club America |
| -  | A    | Roberto Gayón             | 1905 (24-25 anni)          | 0     | 0    | Club America |
| -  | A    | Hilario López             | 18 novembre 1907 (22 anni) | 0     | 0    | Marte FC     |
| -  | A    | Dionisio Mejía            | 6 gennaio 1907 (23 anni)   | 0     | 0    | Atlante      |
| -  | A    | Felipe Olivares           | 5 febbraio 1910 (20 anni)  | 0     | 0    | Atlante      |
| -  | A    | Luis Pérez González       | 1907 (22-23 anni)          | 0     | 0    | Necaxa       |
| -  | C    | Raymundo Rodríguez        | 15 aprile 1905 (25 anni)   | 0     | 0    | Marte FC     |
| -  | C    | Felipe Rosas              | 5 febbraio 1910 (20 anni)  | 0     | 0    | Atlante      |
| -  | D    | Manuel Rosas              | 17 aprile 1912 (18 anni)   | 0     | 0    | Atlante      |
| -  | A    | José Ruíz                 | 1904 (25-26 anni)          | 0     | 0    | Necaxa       |
| -  | C    | Alfredo Sánchez           | 1907 (22-23 anni)          | 0     | 0    | Club America |
| -  | P    | Isidoro Sota              | 4 febbraio 1902 (28 anni)  | 2     | 1    | Club America |

## Gruppo 2

### Bolivia
Commissario tecnico: Ulises Saucedo
| N. | Pos. | Giocatore            | Data nascita (età)          | Pres. | Reti | Squadra              |
| -- | ---- | -------------------- | --------------------------- | ----- | ---- | -------------------- |
| -  | A    | Mario Alborta        | 19 settembre 1910 (19 anni) | 7     | 1    | Club Bolívar         |
| -  | C    | Juan Argote          | 1906 (23-24 anni)           | 0     | 0    | Club Bolívar         |
| -  | P    | Jesús Bermúdez       | 1902 (27-28 anni)           | 6     | 0    | Oruro Royal          |
| -  | C    | Miguel Brito         |                             | 0     | 0    | Oruro Royal          |
| -  | A    | José Bustamante      | 1907 (22-23 anni)           | 7     | 2    | Litoral              |
| -  | D    | Casiano Chavarría    | 3 agosto 1901 (28 anni)     | 6     | 0    | Calavera La Paz      |
| -  | D    | Segundo Durandal     | 17 marzo 1912 (18 anni)     | 0     | 0    | CS San Jose Oruro    |
| -  | A    | René Fernández       | 1906 (23-24 anni)           | 0     | 0    | Alianza Oruro        |
| -  | A    | Gumercindo Gómez     | 1907 (22-23 anni)           | 0     | 0    | Oruro Royal          |
| -  | C    | Diógenes Lara        | 6 aprile 1903 (27 anni)     | 7     | 0    | Club Bolívar         |
| -  | A    | Rafael Méndez        | 1904 (25-26 anni)           | 7     | 0    | Universitario La Paz |
| -  | P    | Miguel Murillo       | 24 marzo 1898 (32 anni)     | 0     | 0    | Club Bolívar         |
| -  | C    | Constantino Noya     |                             | 0     | 0    | Oruro Royal          |
| -  | A    | Eduardo Reyes Ortiz  | 1907 (22-23 anni)           | 0     | 0    | The Strongest        |
| -  | D    | Luis Reyes Peñaranda |                             | 0     | 0    | Universitario La Paz |
| -  | C    | Renato Sáinz         | 14 dicembre 1899 (30 anni)  | 5     | 0    | The Strongest        |
| -  | C    | Jorge Valderrama     | 12 dicembre 1906 (23 anni)  | 5     | 0    | Oruro Royal          |

### Brasile
Commissario tecnico: Píndaro
| N. | Pos. | Giocatore          | Data nascita (età)          | Pres. | Reti | Squadra          |
| -- | ---- | ------------------ | --------------------------- | ----- | ---- | ---------------- |
| -  | A    | Araken             | 17 luglio 1905 (24 anni)    | 0     | 0    | Santos           |
| -  | A    | Benedicto          | 10 febbraio 1910 (20 anni)  | 0     | 0    | Botafogo         |
| -  | C    | Benevenuto         | 4 agosto 1903 (26 anni)     | 0     | 0    | Flamengo         |
| -  | D    | Brilhante          | 5 novembre 1904 (25 anni)   | 0     | 0    | Vasco da Gama    |
| -  | A    | Carvalho Leite     | 25 giugno 1912 (18 anni)    | 0     | 0    | Botafogo         |
| -  | A    | Doca               | 7 aprile 1903 (27 anni)     | 0     | 0    | São Cristóvão    |
| -  | C    | Fausto             | 28 gennaio 1905 (25 anni)   | 0     | 0    | Vasco da Gama    |
| -  | C    | Fernando           | 1º marzo 1906 (24 anni)     | 0     | 0    | Fluminense       |
| -  | C    | Fortes             | 9 settembre 1901 (28 anni)  | 13    | 0    | Fluminense       |
| -  | C    | Hermógenes Fonseca | 4 novembre 1908 (21 anni)   | 0     | 0    | América          |
| -  | D    | Itália             | 22 maggio 1907 (23 anni)    | 0     | 0    | Vasco da Gama    |
| -  | C    | Ivan Mariz         | 16 maggio 1910 (20 anni)    | 0     | 0    | Fluminense       |
| -  | P    | Joel               | 1º maggio 1904 (26 anni)    | 0     | 0    | América          |
| -  | A    | Manoelzinho        | 22 agosto 1907 (22 anni)    | 0     | 0    | Goytacaz         |
| -  | A    | Moderato           | 14 luglio 1902 (27 anni)    | 4     | 0    | Flamengo         |
| -  | A    | Nilo               | 3 aprile 1903 (27 anni)     | 10    | 8    | Botafogo         |
| -  | D    | Oscarino           | 17 gennaio 1907 (23 anni)   | 0     | 0    | Ypiranga Niterói |
| -  | C    | Pamplona           | 24 marzo 1904 (26 anni)     | 2     | 0    | Botafogo         |
| -  | A    | Poly               | 26 gennaio 1909 (21 anni)   | 0     | 0    | Americano        |
| -  | A    | Preguinho          | 8 febbraio 1905 (25 anni)   | 0     | 0    | Fluminense       |
| -  | A    | Russinho           | 18 dicembre 1902 (27 anni)  | 0     | 0    | Vasco da Gama    |
| -  | A    | Teóphilo           | 11 aprile 1900 (30 anni)    | 0     | 0    | São Cristóvão    |
| -  | P    | Velloso            | 25 settembre 1908 (21 anni) | 0     | 0    | Fluminense       |
| -  | D    | Zé Luiz            | 16 novembre 1904 (25 anni)  | 0     | 0    | São Cristóvão    |

### Jugoslavia
Commissario tecnico: Boško Simonović
| N. | Pos. | Giocatore            | Data nascita (età)          | Pres. | Reti | Squadra              |
| -- | ---- | -------------------- | --------------------------- | ----- | ---- | -------------------- |
| -  | C    | Milorad Arsenijević  | 6 giugno 1906 (24 anni)     | 19    | 0    | SK Belgrado          |
| -  | A    | Ivan Bek             | 29 ottobre 1909 (20 anni)   | 3     | 0    | Sète                 |
| -  | C    | Momčilo Đokić        | 27 febbraio 1911 (19 anni)  | 2     | 0    | Jugoslavija Belgrado |
| -  | A    | Branislav Hrnjiček   | 5 giugno 1908 (22 anni)     | 4     | 1    | Jugoslavija Belgrado |
| -  | D    | Milutin Ivković      | 3 marzo 1906 (24 anni)      | 22    | 0    | ASK Belgrado         |
| -  | P    | Milovan Jakšić       | 21 settembre 1909 (20 anni) | 2     | 0    | ASK Belgrado         |
| -  | A    | Blagoje Marjanović   | 9 settembre 1907 (22 anni)  | 16    | 10   | SK Belgrado          |
| -  | D    | Dušan Marković       | 9 marzo 1906 (24 anni)      | 0     | 0    | Vojvodina Novi Sad   |
| -  | D    | Dragoslav Mihajlović | 13 dicembre 1906 (23 anni)  | 1     | 0    | BSK Belgrado         |
| -  | A    | Dragutin Najdanović  | 15 aprile 1908 (22 anni)    | 3     | 1    | BSK Belgrado         |
| -  | A    | Branislav Sekulić    | 29 ottobre 1906 (23 anni)   | 3     | 0    | Montpellier          |
| -  | C    | Teofilo Spasojević   | 21 gennaio 1909 (21 anni)   | 1     | 0    | Jugoslavija Belgrado |
| -  | C    | Ljubiša Stefanović   | 4 gennaio 1910 (20 anni)    | 0     | 0    | Sète                 |
| -  | P    | Milan Stojanović     | 28 dicembre 1911 (18 anni)  | 0     | 0    | BSK Belgrado         |
| -  | A    | Aleksandar Tirnanić  | 15 luglio 1911 (18 anni)    | 5     | 2    | BSK Belgrado         |
| -  | D    | Dragomir Tošić       | 8 novembre 1909 (20 anni)   | 0     | 0    | BSK Belgrado         |
| -  | A    | Đorđe Vujadinović    | 6 dicembre 1909 (20 anni)   | 4     | 3    | BSK Belgrado         |

## Gruppo 3

### Perù
Commissario tecnico: Francisco Bru
| N. | Pos. | Giocatore              | Data nascita (età)          | Pres. | Reti | Squadra                   |
| -- | ---- | ---------------------- | --------------------------- | ----- | ---- | ------------------------- |
| -  | C    | Eduardo Astengo        | 15 agosto 1905 (24 anni)    | 2     | 0    | Universitario de Deportes |
| -  | A    | Carlos Cillóniz        | 1º luglio 1910 (20 anni)    | 0     | 0    | Universitario de Deportes |
| -  | D    | Mario de las Casas     | 31 gennaio 1901 (29 anni)   | 0     | 0    | Universitario de Deportes |
| -  | C    | Alberto Denegri        |                             | 3     | 0    | Universitario de Deportes |
| -  | D    | Arturo Fernández       | 10 aprile 1910 (20 anni)    | 0     | 0    | Universitario de Deportes |
| -  | C    | Plácido Galindo        | 9 marzo 1906 (24 anni)      | 1     | 0    | Universitario de Deportes |
| -  | C    | Domingo García         | 1904 (25-26 anni)           | 1     | 0    | Alianza Lima              |
| -  | A    | Jorge Góngora          | 12 ottobre 1906 (23 anni)   | 1     | 0    | Universitario de Deportes |
| -  | A    | José María Lavalle     | 5 giugno 1911 (19 anni)     | 3     | 0    | Alianza Lima              |
| -  | A    | Julio Lores            | 15 settembre 1908 (21 anni) | 0     | 0    | Necaxa                    |
| -  | D    | Antonio Maquilón       | 29 novembre 1902 (27 anni)  | 5     | 0    | Club Atlético Chalaco     |
| -  | A    | Demetrio Neyra         | 15 dicembre 1908 (21 anni)  | 2     | 1    | Alianza Lima              |
| -  | A    | Pablo Pacheco          | 23 maggio 1908 (22 anni)    | 0     | 0    | Universitario de Deportes |
| -  | P    | Jorge Pardón           | 19 dicembre 1909 (20 anni)  | 6     | 0    | Sporting Tabaco           |
| -  | C    | Julio Quintana         | 1º gennaio 1904 (26 anni)   | 0     | 0    | Alianza Lima              |
| -  | A    | Lizardo Rodríguez Nue  | 30 agosto 1910 (19 anni)    | 0     | 0    | Alianza Lima              |
| -  | A    | Jorge Sarmiento        | 2 novembre 1900 (29 anni)   | 2     | 1    | Alianza Lima              |
| -  | D    | Alberto Soria          | 1906 (23-24 anni)           | 0     | 0    | Alianza Lima              |
| -  | A    | Luis De Souza Ferreira | 30 giugno 1904 (26 anni)    | 0     | 0    | Universitario de Deportes |
| -  | P    | Juan Valdivieso        | 6 maggio 1910 (20 anni)     | 0     | 0    | Alianza Lima              |
| -  | C    | Juan Alfonso Valle     | 1905 (24-25 anni)           | 0     | 0    | Italiano Lima             |
| -  | A    | Alejandro Villanueva   | 4 giugno 1908 (22 anni)     | 2     | 1    | Alianza Lima              |

### Romania
Commissario tecnico: Costel Rădulescu
| N. | Pos. | Giocatore           | Data nascita (età)         | Pres. | Reti | Squadra                      |
| -- | ---- | ------------------- | -------------------------- | ----- | ---- | ---------------------------- |
| -  | A    | Ștefan Barbu        | 2 marzo 1908 (22 anni)     | 4     | 0    | Gloria Arad                  |
| -  | C    | Alexandru Borbely   | 12 dicembre 1900 (29 anni) | 0     | 0    | Belvedere București          |
| -  | D    | Rudolf Bürger       | 31 ottobre 1908 (21 anni)  | 4     | 0    | Chinezul Timișoara           |
| -  | D    | Iosif Czako         | 11 giugno 1906 (24 anni)   | 1     | 0    | UDR Reșița                   |
| -  | A    | Adalbert Deșu       | 24 marzo 1909 (21 anni)    | 4     | 2    | UDR Reșița                   |
| -  | C    | Alfred Eisenbeisser | 7 aprile 1908 (22 anni)    | 0     | 0    | Dragoș Vodă Cernăuți         |
| -  | A    | Andrei Glanzmann    | 27 marzo 1907 (23 anni)    | 0     | 0    | FC Oradea                    |
| -  | A    | Elemer Kocsis       | 27 febbraio 1910 (20 anni) | 0     | 0    | FC Bihor                     |
| -  | A    | Miklós Kovács       | 23 dicembre 1911 (18 anni) | 3     | 1    | Banatul Timișoara            |
| -  | P    | Ion Lăpușneanu      | 8 dicembre 1908 (21 anni)  | 3     | 0    | Sportul Studențesc           |
| -  | C    | Ladislau Raffinsky  | 23 aprile 1905 (25 anni)   | 4     | 1    | Juventus Bucuresti           |
| -  | C    | Corneliu Robe       | 23 maggio 1908 (22 anni)   | 0     | 0    | Olympia București            |
| -  | A    | Constantin Stanciu  | 1911 (18-19 anni)          | 5     | 0    | Venus București              |
| -  | C    | Petre Steinbach     | 1º gennaio 1906 (24 anni)  | 0     | 0    | FC Unirea Tricolor București |
| -  | D    | Adalbert Steiner    | 24 gennaio 1907 (23 anni)  | 9     | 0    | Chinezul Timișoara           |
| -  | C    | Rudolf Steiner      | 24 gennaio 1907 (23 anni)  | 5     | 0    | Chinezul Timișoara           |
| -  | A    | Ilie Subășeanu      | 1906 (23-24 anni)          | 2     | 1    | Olympia București            |
| -  | C    | Emerich Vogl        | 12 agosto 1905 (24 anni)   | 14    | 1    | Juventus București           |
| -  | A    | Rudolf Wetzer       | 17 marzo 1901 (29 anni)    | 12    | 9    | Juventus București           |
| -  | P    | Samuel Zauber       | gennaio 1901 (29 anni)     | 0     | 0    | Maccabi București            |

### Uruguay
Commissario tecnico: Alberto Suppici
| N. | Pos. | Giocatore           | Data nascita (età)          | Pres. | Reti | Squadra                |
| -- | ---- | ------------------- | --------------------------- | ----- | ---- | ---------------------- |
| -  | C    | José Andrade        | 22 novembre 1901 (28 anni)  | 20    | 0    | Nacional Montevideo    |
| -  | A    | Peregrino Anselmo   | 3 agosto 1904 (25 anni)     | 2     | 0    | Peñarol                |
| -  | P    | Enrique Ballestrero | 18 gennaio 1905 (25 anni)   | 1     | 0    | Rampla Juniors         |
| -  | A    | Juan Carlos Calvo   | 26 giugno 1906 (24 anni)    | 0     | 0    | Miramar Misiones       |
| -  | P    | Miguel Capuccini    | 5 gennaio 1904 (26 anni)    | 4     | 0    | Peñarol                |
| -  | A    | Héctor Castro       | 29 novembre 1904 (25 anni)  | 10    | 5    | Nacional Montevideo    |
| -  | A    | Pedro Cea           | 1º settembre 1900 (29 anni) | 16    | 6    | Nacional Montevideo    |
| -  | A    | Pablo Dorado        | 22 giugno 1908 (22 anni)    | 2     | 0    | Bella Vista            |
| -  | C    | Lorenzo Fernández   | 20 maggio 1900 (30 anni)    | 10    | 1    | Peñarol                |
| -  | C    | Álvaro Gestido      | 17 maggio 1907 (23 anni)    | 11    | 0    | Peñarol                |
| -  | A    | Santos Iriarte      | 2 novembre 1902 (27 anni)   | 0     | 0    | Racing Club Montevideo |
| -  | D    | Ernesto Mascheroni  | 21 novembre 1907 (22 anni)  | 1     | 0    | Olimpia Montevideo     |
| -  | C    | Ángel Melogno       | 22 marzo 1905 (25 anni)     | 1     | 0    | Bella Vista            |
| -  | D    | José Nasazzi        | 24 maggio 1901 (29 anni)    | 20    | 0    | Bella Vista            |
| -  | A    | Pedro Petrone       | 11 maggio 1904 (26 anni)    | 20    | 14   | Nacional Montevideo    |
| -  | C    | Conduelo Píriz      | 17 luglio 1905 (24 anni)    | 4     | 0    | Nacional Montevideo    |
| -  | D    | Emilio Recoba       | 3 novembre 1904 (25 anni)   | 2     | 0    | Nacional Montevideo    |
| -  | C    | Carlos Riolfo       | 5 novembre 1905 (24 anni)   | 2     | 0    | Peñarol                |
| -  | A    | Zoilo Saldombide    | 18 marzo 1905 (25 anni)     | 7     | 1    | Montevideo Wanderers   |
| -  | A    | Héctor Scarone      | 26 novembre 1898 (31 anni)  | 33    | 19   | Nacional Montevideo    |
| -  | D    | Domingo Tejera      | 22 luglio 1899 (30 anni)    | 15    | 0    | Montevideo Wanderers   |
| -  | A    | Santos Urdinarán    | 30 marzo 1900 (30 anni)     | 14    | 2    | Nacional Montevideo    |

## Gruppo 4

### Belgio
Commissario tecnico: Hector Goetinck
| N. | Pos. | Giocatore         | Data nascita (età)          | Pres. | Reti | Squadra                        |
| -- | ---- | ----------------- | --------------------------- | ----- | ---- | ------------------------------ |
| -  | A    | Fernand Adams     | 3 maggio 1903 (27 anni)     | 21    | 10   | SC Anderlechtois               |
| -  | P    | Arnold Badjou     | 26 giugno 1909 (21 anni)    | 3     | 0    | Daring Bruxelles               |
| -  | C    | Pierre Braine     | 26 ottobre 1900 (29 anni)   | 42    | 2    | Royal Beerschot AC             |
| -  | C    | Alexis Chantraine | 16 marzo 1901 (29 anni)     | 0     | 0    | Royal FC Liegeois              |
| -  | P    | Jean De Bie       | 9 maggio 1892 (38 anni)     | 36    | 0    | Royal Racing Club de Bruxelles |
| -  | C    | Jean De Clercq    | 17 maggio 1905 (25 anni)    | 5     | 0    | Anversa                        |
| -  | D    | Henri De Deken    | 3 agosto 1907 (22 anni)     | 0     | 0    | Anversa                        |
| -  | A    | Gérard Delbeke    | 1º settembre 1903 (26 anni) | 0     | 0    | Royal FC Brugeois              |
| -  | A    | Jan Diddens       | 14 settembre 1908 (21 anni) | 21    | 2    | Racing Mechelen                |
| -  | C    | August Hellemans  | 14 settembre 1907 (22 anni) | 4     | 0    | Royal FC Malinois              |
| -  | D    | Nicolas Hoydonckx | 30 gennaio 1905 (25 anni)   | 19    | 0    | Excelsior Hasselt              |
| -  | A    | Jacques Moeschal  | 6 settembre 1900 (29 anni)  | 15    | 6    | Royal Racing Club de Bruxelles |
| -  | D    | Théodore Nouwens  | 17 febbraio 1908 (22 anni)  | 10    | 0    | Racing Mechelen                |
| -  | A    | André Saeys       | 20 febbraio 1911 (19 anni)  | 0     | 0    | Royal CS Brugeois              |
| -  | A    | Louis Versyp      | 5 dicembre 1908 (21 anni)   | 7     | 3    | Royal FC Brugeois              |
| -  | A    | Bernard Voorhoof  | 10 maggio 1910 (20 anni)    | 8     | 3    | Liersche Sportkring            |

### Paraguay
Commissario tecnico: José Durand Laguna
| N. | Pos. | Giocatore              | Data nascita (età)          | Pres. | Reti | Squadra               |
| -- | ---- | ---------------------- | --------------------------- | ----- | ---- | --------------------- |
| -  | C    | Francisco Aguirre      | 1908 (21-22 anni)           | 2     | 0    | Olimpia Asunción      |
| -  | P    | Pedro Benítez          | 12 gennaio 1901 (29 anni)   | 0     | 0    | Club Libertad         |
| -  | C    | Santiago Benítez       | 1903 (26-27 anni)           | 0     | 0    | Olimpia Asunción      |
| -  | A    | Delfín Benítez Cáceres | 24 settembre 1910 (19 anni) | 3     | 0    | Club Libertad         |
| -  | A    | Saguier Carreras       |                             | 0     | 0    | Club Sportivo Luqueño |
| -  | D    | Eustacio Chamorro      |                             | 0     | 0    | Club Presidente Hayes |
| -  | P    | Modesto Denis          | 1901 (28-29 anni)           | 29    | 0    | Club Nacional         |
| -  | C    | Eusebio Díaz           | 1901 (28-29 anni)           | 15    | 0    | Club Guaraní          |
| -  | A    | Diógenes Domínguez     | 1902 (27-28 anni)           | 8     | 2    | Club Sportivo Luqueño |
| -  | C    | Romildo Etcheverry     | 1907 (22-23 anni)           | 2     | 0    | Olimpia Asunción      |
| -  | C    | Diego Florentín        |                             | 0     | 0    | Club River Plate      |
| -  | D    | Salvador Flores        | 1906 (23-24 anni)           | 2     | 0    | Cerro Porteño         |
| -  | C    | Tranquilino Garcete    | 1907 (22-23 anni)           | 0     | 0    | Club Libertad         |
| -  | A    | Aurelio Ramón González | 25 settembre 1905 (24 anni) | 5     | 6    | Olimpia Asunción      |
| -  | D    | José Miracca           | 23 settembre 1903 (26 anni) | 1     | 0    | Club Nacional         |
| -  | A    | Lino Nessi             | 1904 (25-26 anni)           | 11    | 1    | Club Libertad         |
| -  | D    | Quiterio Olmedo        | 21 dicembre 1907 (22 anni)  | 3     | 0    | Club Nacional         |
| -  | A    | Amadeo Ortega          |                             | 2     | 2    | Club River Plate      |
| -  | A    | Bernabé Rivera         |                             | 0     | 0    | Club Sportivo Luqueño |
| -  | A    | Gerardo Romero         | 1906 (23-24 anni)           | 0     | 0    | Club Libertad         |
| -  | A    | Luis Vargas Peña       | 1905 (24-25 anni)           | 2     | 1    | Olimpia Asunción      |
| -  | A    | Jacinto Villalba       |                             | 0     | 0    | Cerro Porteño         |

### Stati Uniti
Commissario tecnico: Bob Millar
| N. | Pos. | Giocatore        | Data nascita (età)          | Pres. | Reti | Squadra                   |
| -- | ---- | ---------------- | --------------------------- | ----- | ---- | ------------------------- |
| -  | C    | Andy Auld        | 26 gennaio 1900 (30 anni)   | 1     | 2    | Providence FC             |
| -  | A    | Mike Bookie      | 12 settembre 1904 (25 anni) | 0     | 0    | Cleveland Slavia          |
| -  | C    | Jim Brown        | 31 dicembre 1908 (21 anni)  | 0     | 0    | New York Giants           |
| -  | P    | Jimmy Douglas    | 12 gennaio 1898 (32 anni)   | 5     | 0    | New York Nationals        |
| -  | A    | Tom Florie       | 6 settembre 1897 (32 anni)  | 2     | 1    | New Bedford Whalers       |
| -  | D    | Jimmy Gallagher  | 7 giugno 1901 (29 anni)     | 0     | 0    | New York Nationals        |
| -  | D    | James Gentle     | 21 luglio 1904 (25 anni)    | 0     | 0    | Philadelphia Cricket Club |
| -  | C    | Billy Gonsalves  | 10 agosto 1908 (21 anni)    | 0     | 0    | Fall River FC             |
| -  | A    | Bart McGhee      | 30 aprile 1899 (31 anni)    | 0     | 0    | New York Nationals        |
| -  | D    | George Moorhouse | 4 maggio 1901 (29 anni)     | 1     | 0    | New York Giants           |
| -  | C    | Arnie Oliver     | 22 maggio 1907 (23 anni)    | 0     | 0    | Providence FC             |
| -  | A    | Bert Patenaude   | 4 novembre 1909 (20 anni)   | 0     | 0    | Fall River FC             |
| -  | C    | Philip Slone     | 20 gennaio 1907 (23 anni)   | 0     | 0    | New York Giants           |
| -  | D    | Raphael Tracey   | 6 febbraio 1904 (26 anni)   | 0     | 0    | St. Louis Ben Millers     |
| -  | D    | Frank Vaughn     | 18 febbraio 1902 (28 anni)  | 0     | 0    | St. Louis Ben Millers     |
| -  | D    | Alexander Wood   | 12 giugno 1907 (23 anni)    | 0     | 0    | Detroit Holley Carburetor |